# El Saucillo Primero
El Saucillo Primero är en ort i Mexiko.   Den ligger i kommunen Maravatío och delstaten Michoacán de Ocampo, i den södra delen av landet, 160 km väster om huvudstaden Mexico City. El Saucillo Primero ligger 2 221 meter över havet och antalet invånare är 286.
Terrängen runt El Saucillo Primero är kuperad åt sydväst, men åt nordost är den platt. Runt El Saucillo Primero är det ganska tätbefolkat, med 104 invånare per kvadratkilometer. Närmaste större samhälle är Maravatío, 10,3 km öster om El Saucillo Primero. I omgivningarna runt El Saucillo Primero växer huvudsakligen savannskog.